# Havenmuseum van Duinkerke
De Havenmuseum van Duinkerke (Frans: Musée portuaire de Dunkerque) is een scheepvaartmuseum in de stad Duinkerke, gelegen aan de oude haven, in het Franse Noorderdepartement.

## Geschiedenis
Het binnengedeelte van het Havenmuseum is gevestigd in een oud tabakspakhuis. De Stedelijke gemeenschap van Duinkerke (intercommunale van de stadsregio) heeft in 1974 het gebouw gekocht. Het Havenmuseum werd in 1992 voor het publiek geopend.

## Expositie

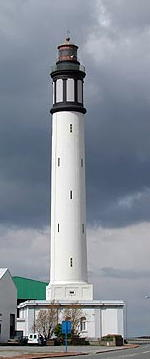
De Vuurtoren van Duinkerke

In het museum wordt een historisch overzicht gegeven van de stad en vooral van de haven van Duinkerke. De haven ligt op een geografisch en strategisch gunstige plaats, dicht bij Engeland en Het Kanaal met veel scheepvaartverkeer. In de diverse zalen komen diverse aspecten van de haven aan de orde. Het museum trekt zo’n 50.000 bezoekers per jaar.
Voor het museum liggen drie schepen, de driemaster Dutchesse Anne (1901), het lichtschip Sandettié (1947) en de sleepboot Entreprenant (1965). De schepen zijn alleen onder begeleiding te bezoeken. Het museum biedt ook de mogelijkheid de Vuurtoren van Duinkerke te bezoeken.

## Fotogalerij

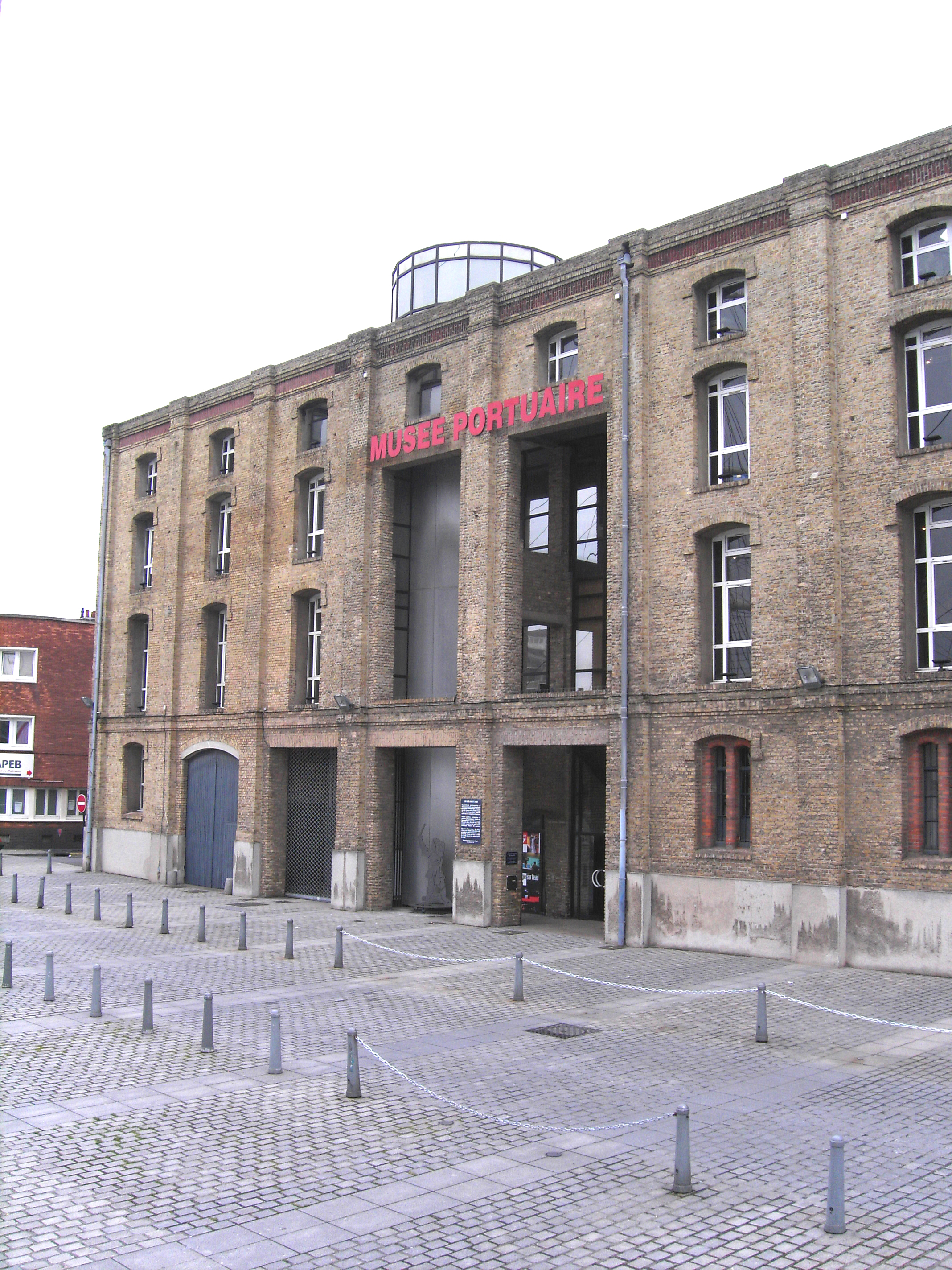
Het Havenmuseum in 2008
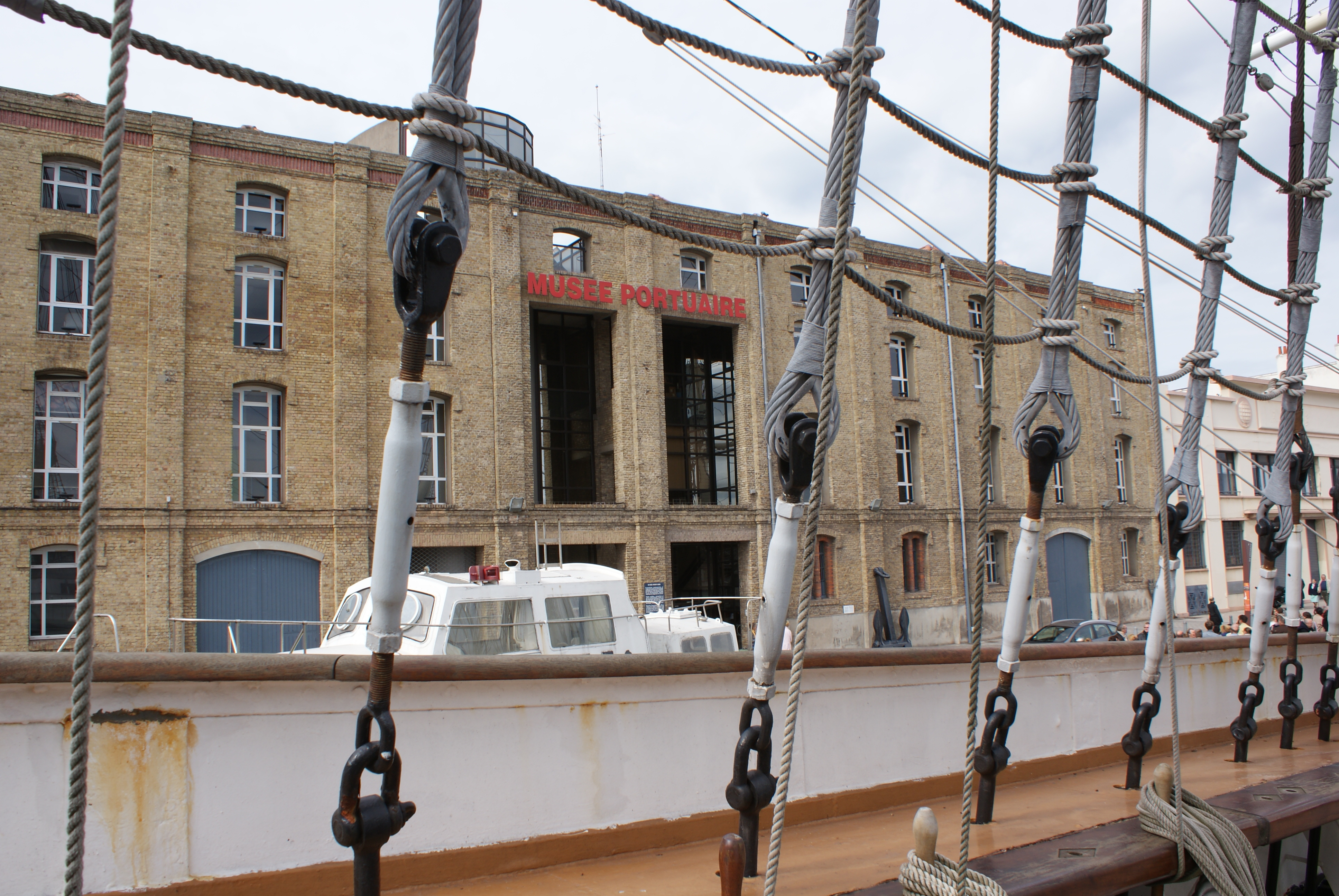
2010 - Het museum gezien vanaf de Duchesse Anne
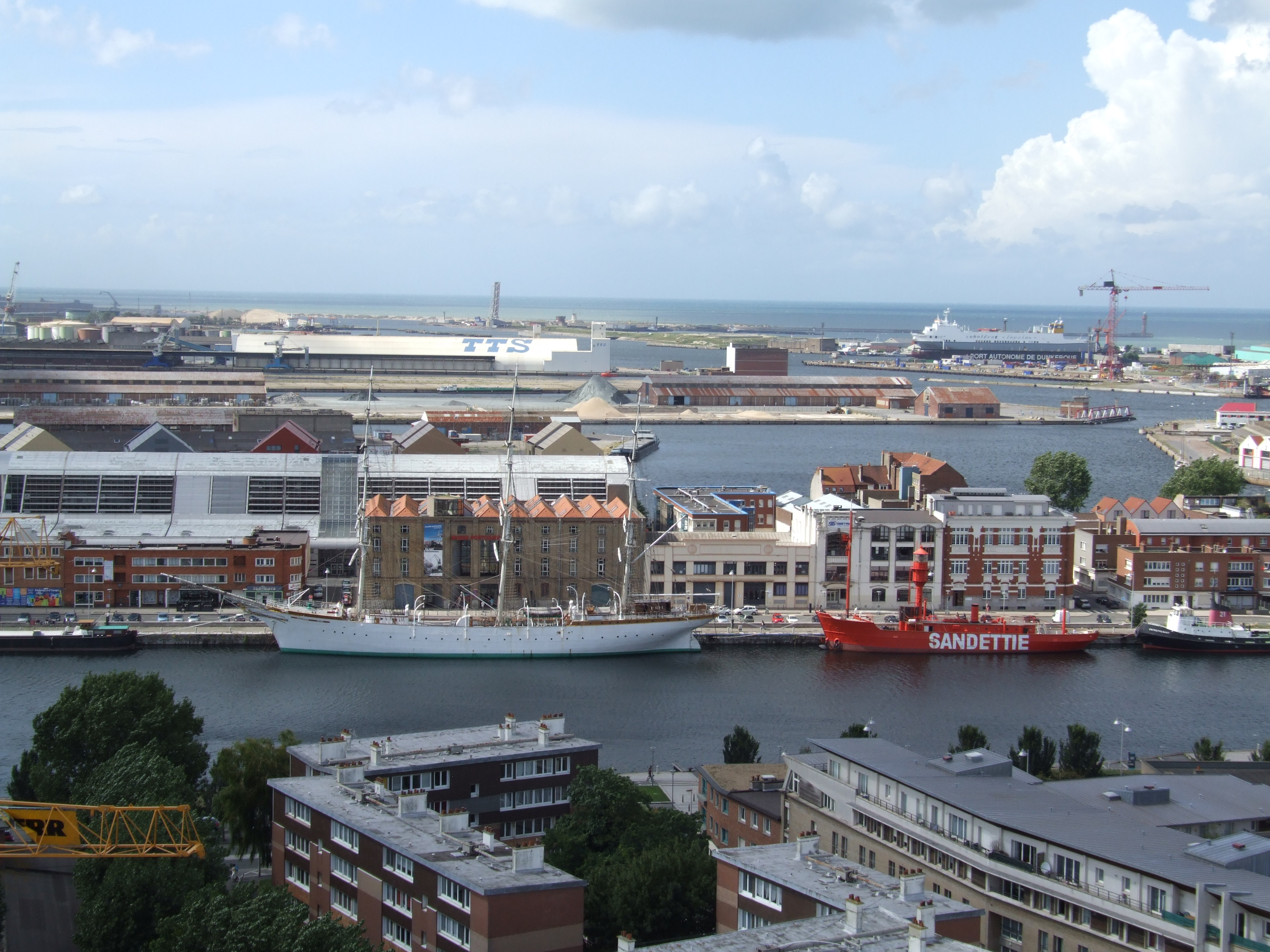
Zicht op het museum met de museumschepen Duchesse Anne en Sandettié
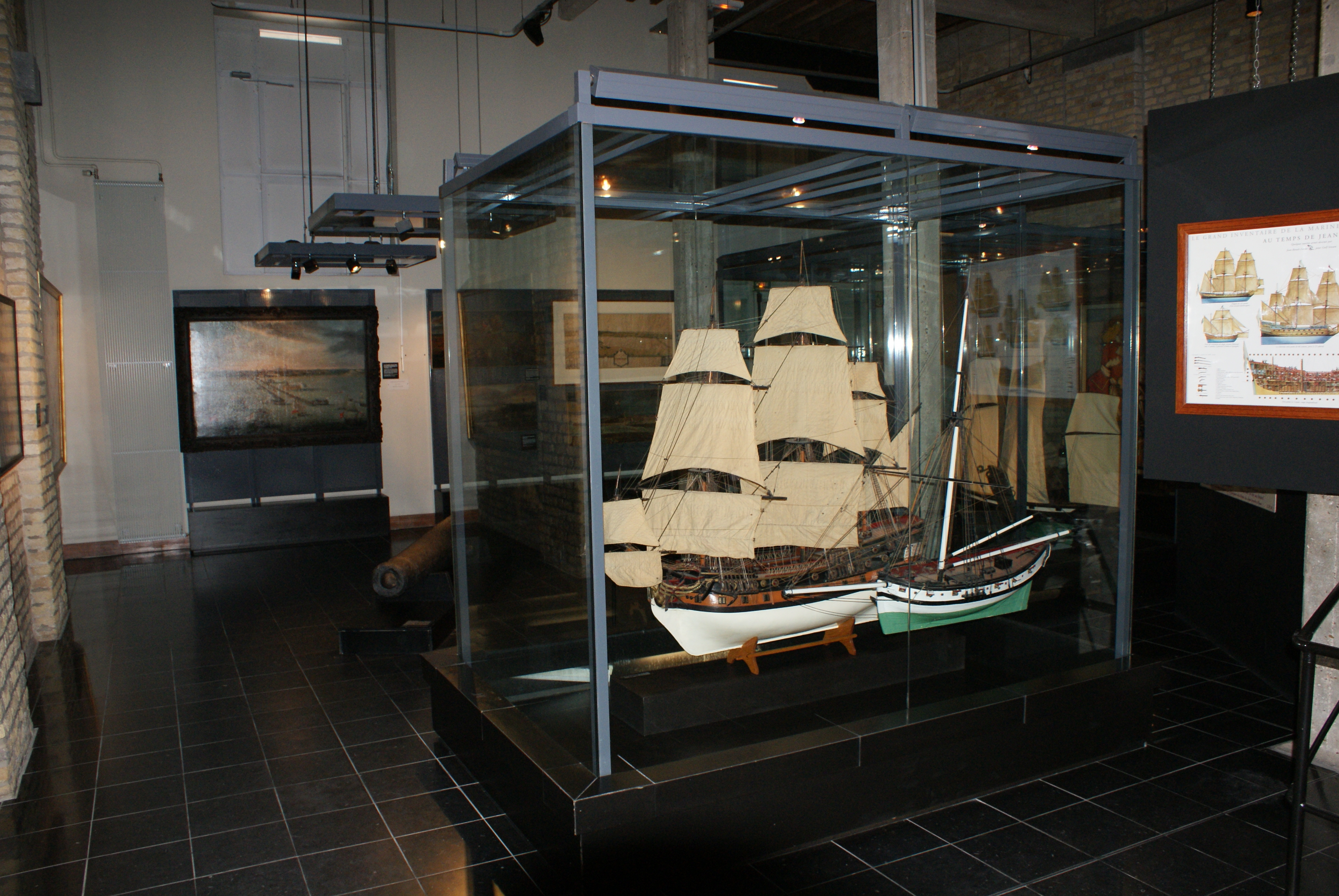
2008 - Museumzaal die de geschiedenis behandelt van de haven van Duinkerke
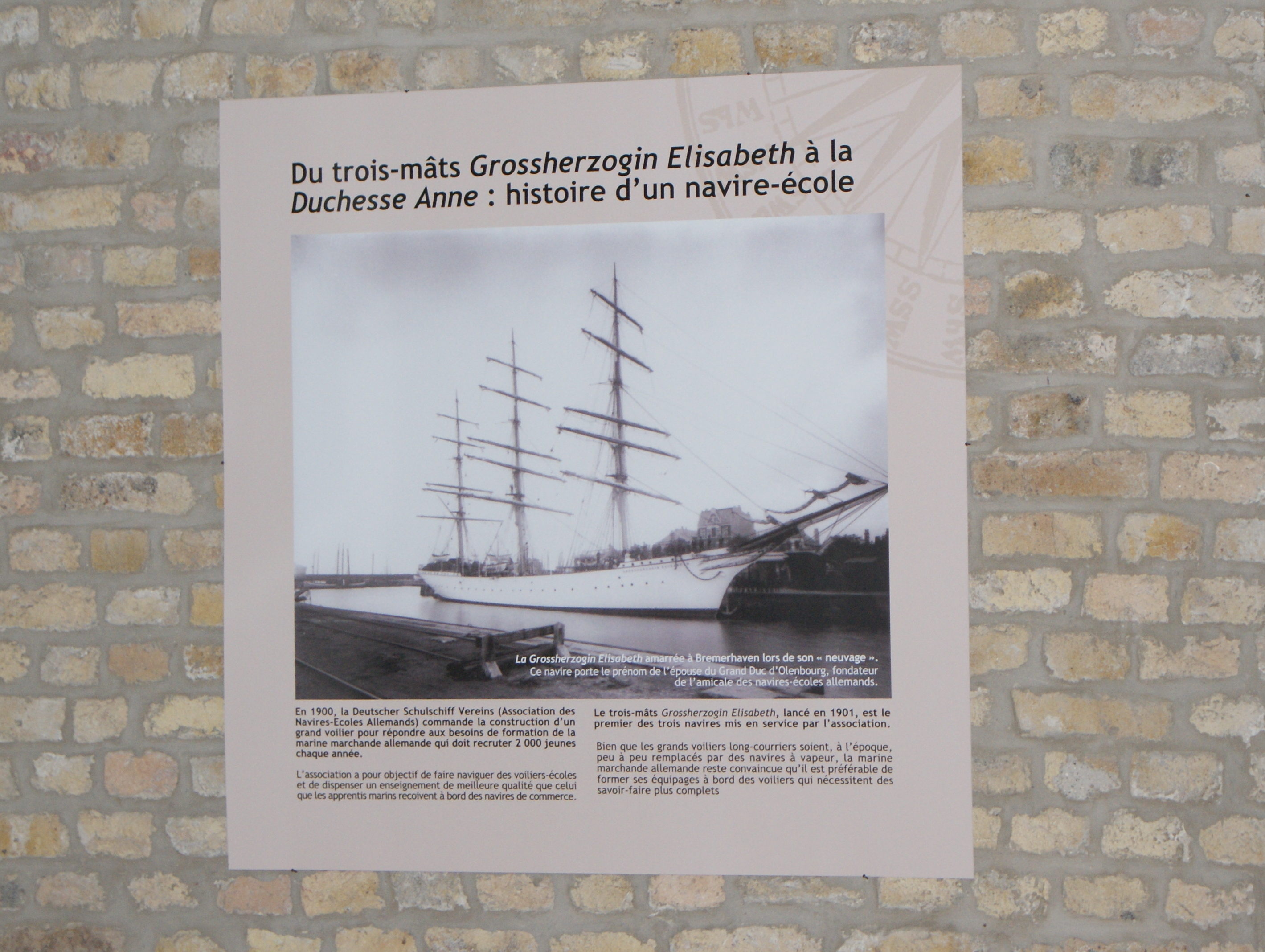
2008 - Het paneel dat de geschiedenis toelicht van de Duchesse Anne
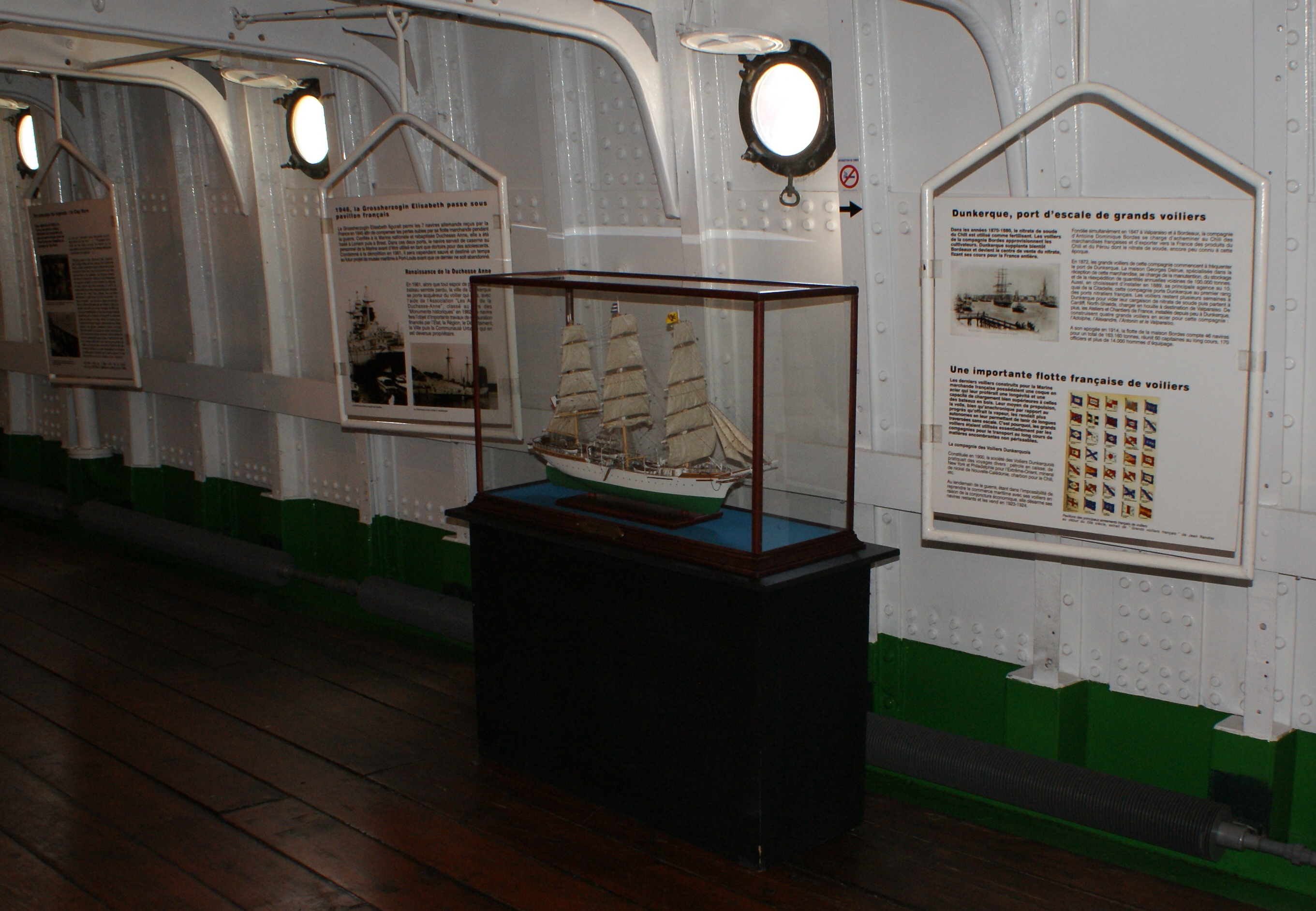
2008 - Presentatie over de Duchesse Anne
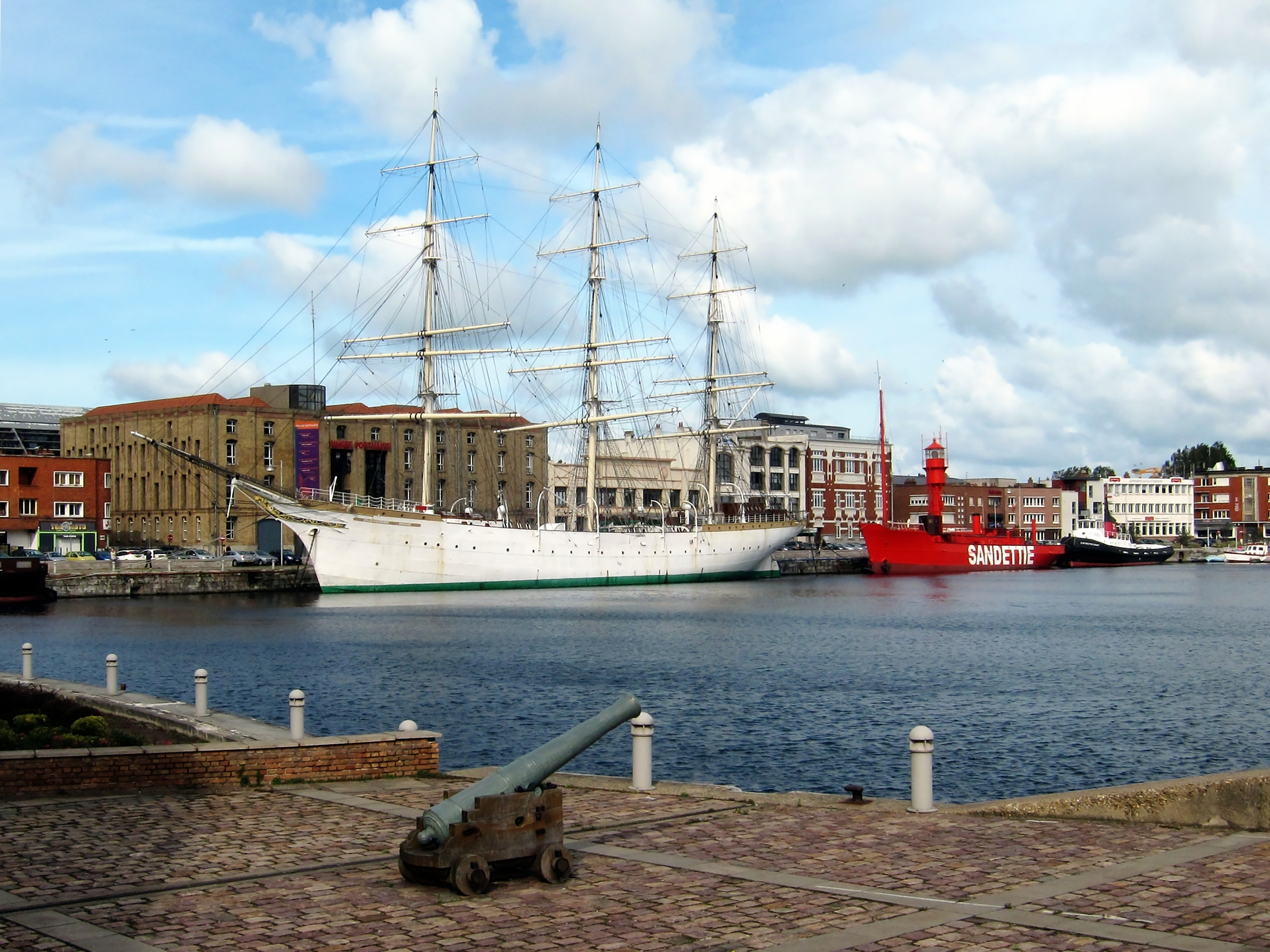
Overzichtsfoto van de museumvloot in 2011
2008 - De Guilde voor de Duchesse Anne
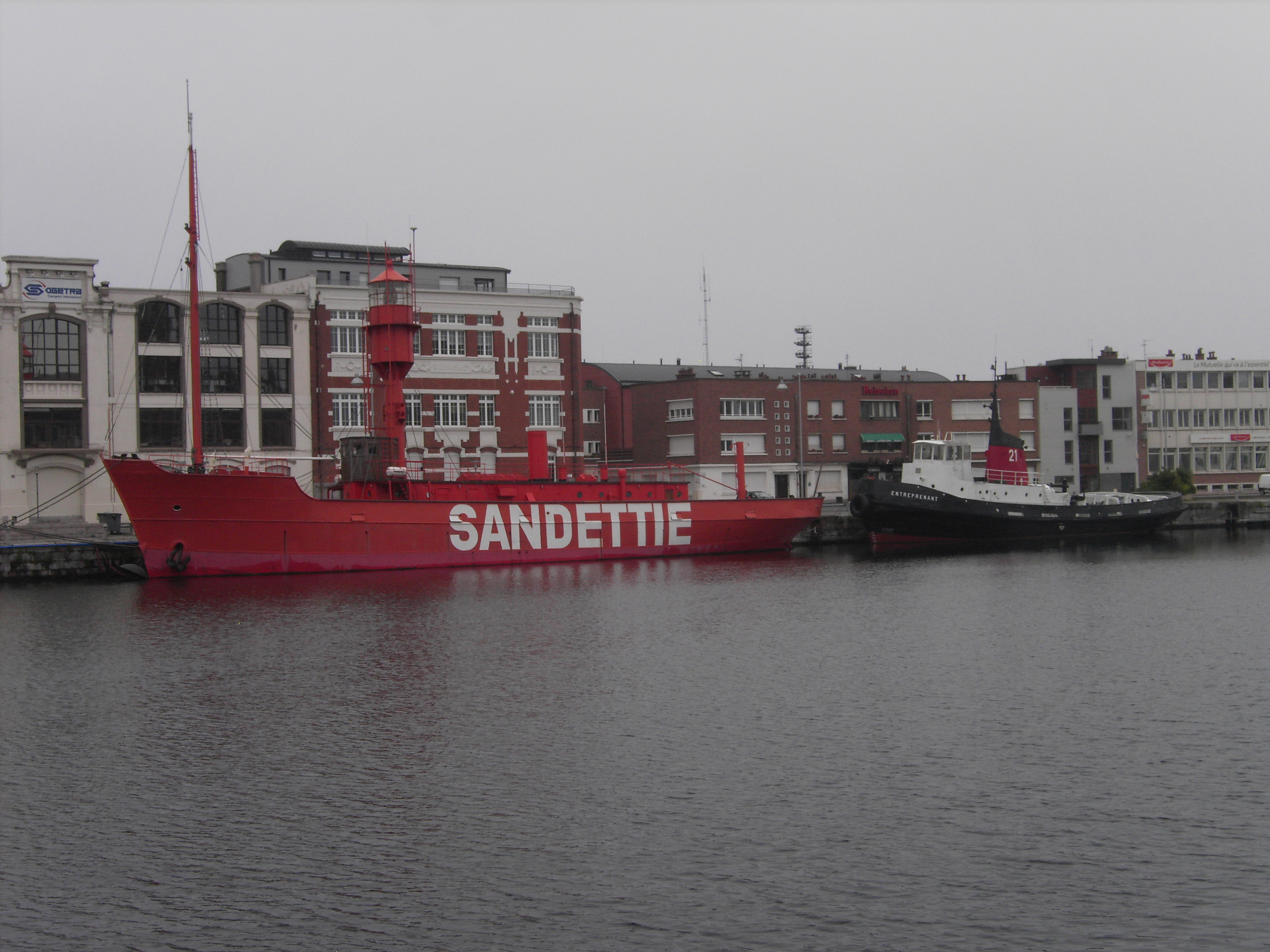
Het lichtschip Sandettié en de sleepboot L'Entreprenant
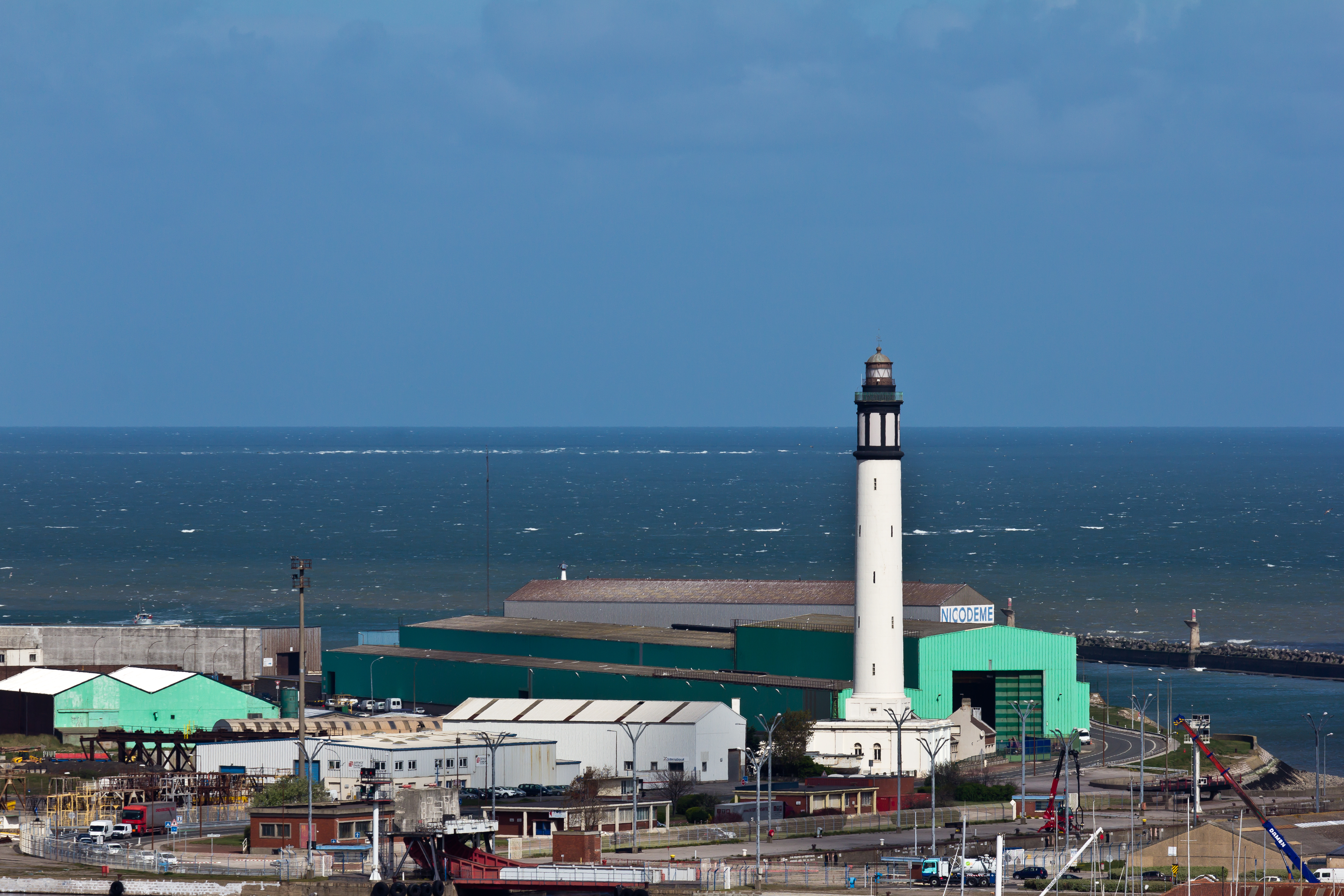
De Vuurtoren van Duinkerke met de zee op de achtergrond